# Dušni dan
Dušni dan ili Spomen svih vjernih mrtvih, katolički je spomendan koji se obilježava dan nakon svetkovine Svih svetih, 2. studenoga. Obilježava se i u Engleskoj, kao i u nekim evangeličkim crkvama.

## Povijest
Spomendan vjernih mrtvih nastao je zalaganjem benediktinskog opata iz Clunyja svetog Odilona. Krajem prvog tisućljeća, već se na mnogim mjestima nakon svetkovine Svih svetih slavio i spomendan mrtvih. Taj spomendan 998., sv. Odilon službeno je uveo u Opatiju Cluny, o kojem je bilo ovisno oko tisuću benediktinskih samostana. Preko benediktinaca, proširio se po Europi. Sveta Stolica je službeno potvrdila spomendan 1311.
Španjolska je 1748. dobila povlasticu, da njezini svećenici na Dušni dan mogu služiti tri svete mise: jednu za koga god žele namijeniti, drugu na nakanu Svetoga Oca, a treću za sve vjerne mrtve. Tu je povlasticu papa Benedikt XV. 1915. proširio na cijelu Crkvu.
Uz ovaj blagdan, kao i za svetkovinu Svih svetih, običaj je obilazak groblja i paljenje svijeća te molitva za pokojne.